# Schizm: Mysterious Journey
Schizm: Mysterious Journey est un jeu vidéo de type Walking simulator développé par Project Three Interactive, sorti en 2001 en France sur PC.
Le jeu a une suite : Schizm 2: Chameleon.

## Accueil
- Adventure Gamers : 3/5[1]
- Jeuxvideo.com : 18/20[2]